# Einhyrningur
Einhyrningur è una montagna alta 750 metri situata nell'Islanda meridionale presso il Ghiacciaio Tindfjoll. Nei pressi di questa montagna si trovano il fiume Markarfljót e la strada Emstrur. 
Il nome della montagna significa "L'Unicorno", per via della forma della sua cima. La pendenza di Einhyrningur è molto alta, ma vi si può praticare molto facilmente l'alpinismo. Ai piedi del rilievo, è presente una valle chiamata "Piana dell'Unicorno", è situata una fattoria condivisa da alcune famiglie della regione di Suðurland e si possono osservare alcune greggi di pecore verso fine estate.